# Biesigbach
Der Biesigbach ist ein rechter Zufluss der Feldkahl im Landkreis Aschaffenburg im bayerischen Spessart.

## Geographie

### Verlauf

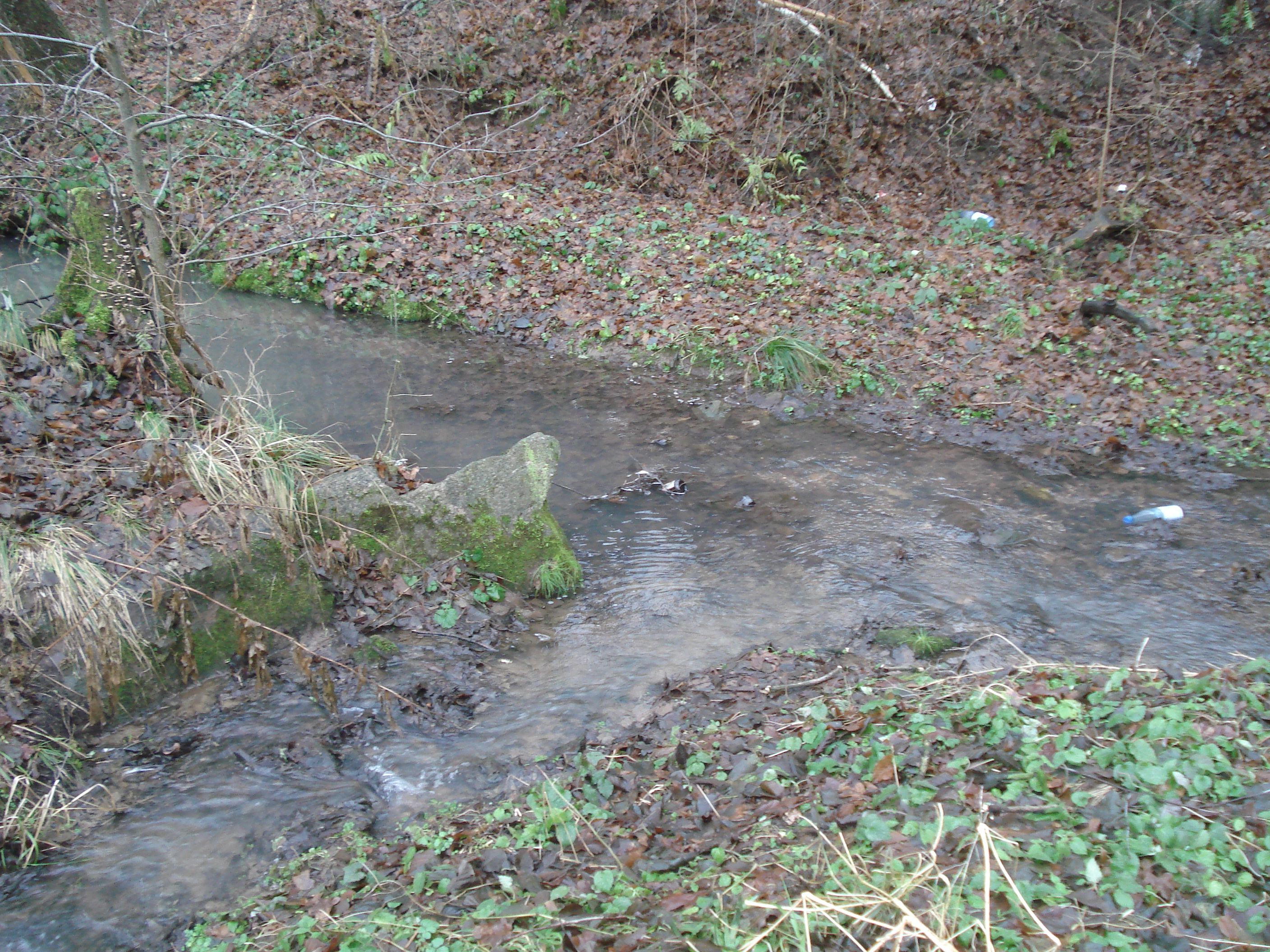
Der Biesigbach (vorne) mündet in die Feldkahl (von links nach rechts)

Der Biesigbach entspringt auf einer Höhe von 270 m ü. NHN in einer Feuchtwiese am Fuße des Klosterberges am westlichen Ortsrand von Rottenberg. Nach Starkregen oder der Schneeschmelze kann ihm zeitweise noch Wasser aus dem Trinkborn ⊙ zufließen. 
Der Biesigbach verläuft in südwestliche Richtung und mündet schließlich auf einer Höhe von 230 m ü. NHN zwischen Feldkahl und Rottenberg von rechts in die Feldkahl.

### Flusssystem Kahl
- Fließgewässer im Flusssystem Kahl